# Drosophila karakasa
Drosophila karakasa är en tvåvingeart som beskrevs av Hide-aki Watabe och Xing Chai Liangg 1990. Drosophila karakasa ingår i släktet Drosophila och familjen daggflugor.
Artens utbredningsområde är provinsen Yunnan i Kina.